# EXO S.A.
EXO S.A. es una empresa  argentina que se dedica a a la producción de equipos electrónicos, tales como computadoras personales, tabletas, teléfonos celulares, impresoras 3D y mochilas solares.
La compañía fue fundada en 1978 y actualmente trabajan más de 400 técnicos y profesionales bajo normas de calidad ISO 9001.

## Sede
En el año 2013 se inauguró su nuevo edificio corporativo, el cual se encuentra en el Distrito Tecnológico de la Ciudad de Buenos Aires, ubicado en Parque Patricios y posee una superficie de 15.000 m².
Uno de los pisos del nuevo edificio es utilizado exclusivamente para la producción de componentes, con tecnología SMT (tecnología de montaje superficial) para la fabricación de memorias, placas madre y circuitos LED.

## EXO Training
La compañía ofrece capacitaciones en IT, ofreciendo más de 400 cursos y carreras distintos. Además, EXO otorga certificaciones internacionales de Microsoft, Android, Linux, Cisco, Project Management Professional e ITIL.
EXO Training también realiza capacitaciones fuera de la Argentina, ofreciendo sus servicios de formación en España